# Смешанная парная сборная Португалии по кёрлингу
Смешанная парная сборная Португалии по кёрлингу — смешанная национальная сборная команда (составленная из одного мужчины и одной женщины), представляет Португалию на международных соревнованиях по кёрлингу. Управляющей организацией выступает Федерация зимних видов спорта Португалии (порт. Federacao de Desportos de Inverno de Portugal, англ. Portugese Winter Sports Federation).

## Результаты выступлений

### Квалификационные турниры кчемпионатам мира
| Год       | Место          | Игры           | Победы         | Поражения      | Состав (женщина, мужчина, тренер)                                                                 |
| --------- | -------------- | -------------- | -------------- | -------------- | ------------------------------------------------------------------------------------------------- |
| 2019/2020 | не участвовали | не участвовали | не участвовали | не участвовали | не участвовали                                                                                    |
| 2022/2023 | 22             | 6              | 2              | 4              | April Gale Seixeiro, Steve Seixeiro, Fiona Simpson (тренер)                                       |
| 2023/2024 | 21             | 6              | 1              | 5              | Antonieta Martins Ethier, Victor Santos, Fiona Grace Simpson (тренер)                             |
| 2024/2025 | 7              | 8              | 4              | 4              | Antonieta Martins Ethier, Victor Santos, Кимберли Так (тренер), Fiona Grace Simpson (нац. тренер) |